# Marko Tomić
Marko Tomić (in serbo Марко Томић?; Pristina, 28 ottobre 1991) è un calciatore serbo, centrocampista del Radnik Surdulica.

## Carriera
Ha giocato nella massima serie dei campionati serbo, lituano, kazako ed armeno.

## Palmarès

### Club

#### Competizioni nazionali
- Coppa di Lituania: 1

Žalgiris: 2018
- Prva Liga Srbija: 1

Radnik Surdulica: 2024-2025